# Westrehem
Westrehem é uma comuna francesa na região administrativa de Altos da França, no departamento de Pas-de-Calais. Estende-se por uma área de 2,97 km². Em 2010 a comuna tinha 250 habitantes (densidade: 84,2 hab./km²).